# ای جهانیان، زندگی‌تان را در اینجا بنگرید
ای جهانیان، زندگی‌تان را در اینجا بنگرید (آلمانی: O Welt, sieh hier dein Leben) یک سرود روحانی لوتریان است که در ۱۶ بند ۶ خطی توسط پائول گرهارت سروده شد و در سال ۱۶۴۷ در کتاب «عمل به تقوا در ترانه‌ها» اثر یوهان کروگر منتشر شد.
یوهان سباستیان باخ از این سرود روحانی در شرح مصائب عیسی در انجیل به روایت متی و انجیل به روایت یوحنا استفاده کرد.